# Вернадский, Георгий Владимирович
Гео́ргий Влади́мирович Верна́дский (англ. George Vernadsky; 20 августа [1 сентября] 1887, Санкт-Петербург — 20 июня 1973, Нью-Хейвен) — русский и американский историк-евразиец, сын академика Владимира Ивановича Вернадского, внук Ивана Васильевича Вернадского.

## Биография

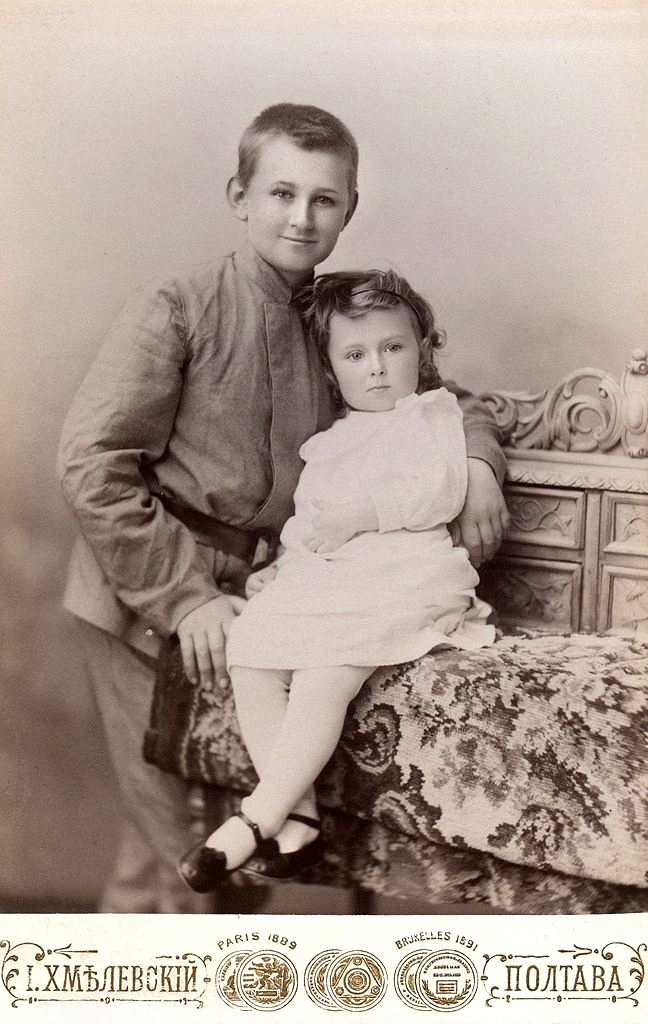
Георгий с сестрой в Полтаве, 1903 г.

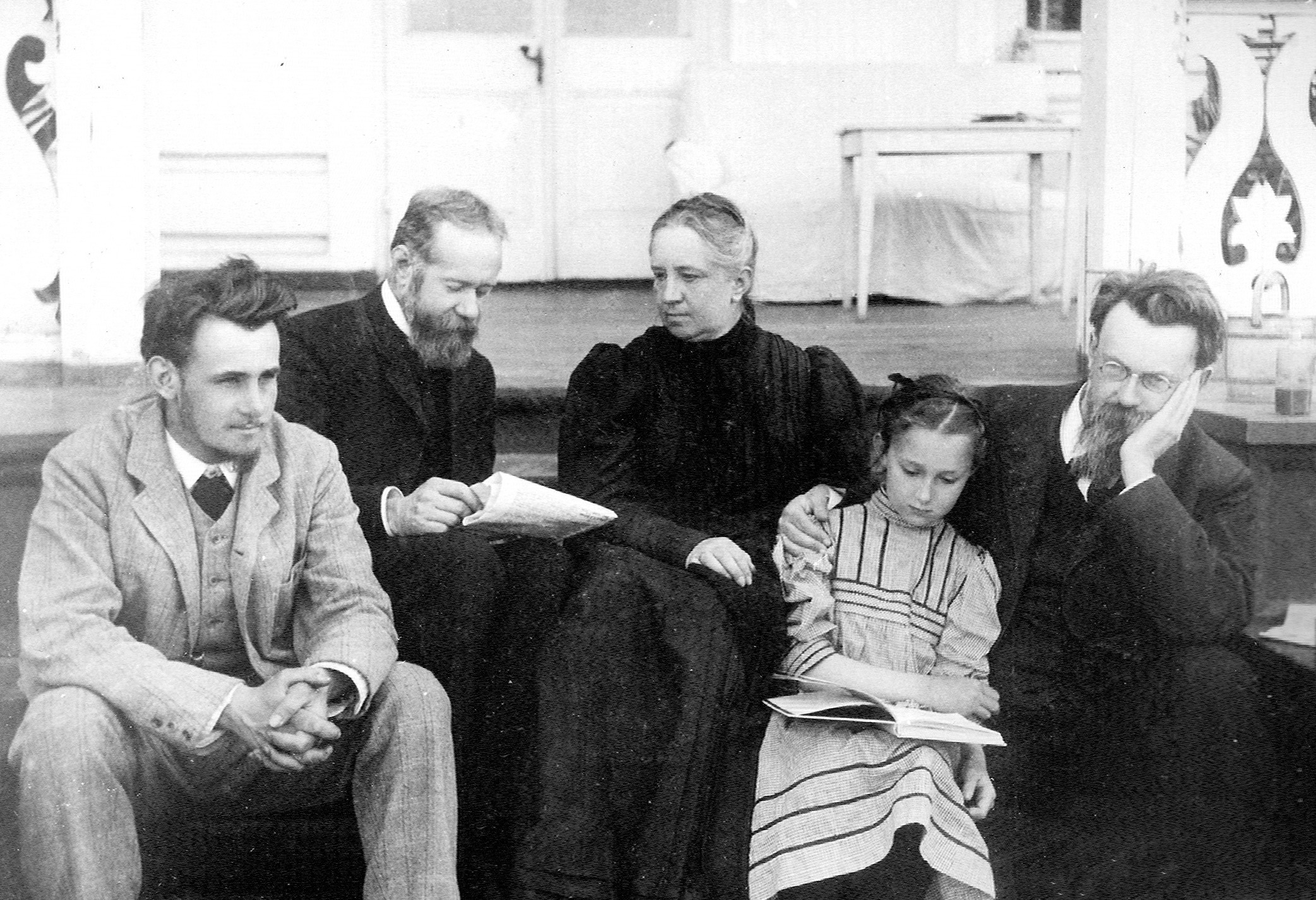
Вернадские, 1908

Среднее образование Вернадский получил в 5-й московской гимназии, под влиянием преподавания Я. Л. Барскова увлёкся историей. В 1905 году был принят студентом на историко-филологический факультет Московского университета, но с началом революции 1905 года продолжил образование в Германии во Фрайбургском и Берлинском университетах. В 1906 году возвратился в Россию и в 1910 году окончил историко-филологический факультет Московского университета с дипломом 1-й степени. Переехал в Санкт-Петербург (1913), где стал приват-доцентом на кафедре русской истории Петербургского университета (с 1913). Здесь он защитил магистерскую диссертацию на тему «Русское масонство в царствование Екатерины II». Его научными учителями были: в Москве — В. О. Ключевский; в Петербурге — И. М. Гревс.
С сентября 1917 года — приват-доцент, с января 1918 года — ординарный профессор кафедры русской истории историко-филологического факультета Пермского университета. В 1918 году участвовал в разработке проекта устава Пермского университета. Читал общий курс русской истории XVIII века, вёл просеминарий «Дворянские наказы в Екатерининскую комиссию 1767 г.».
В 1918—1920 годах профессор Таврического университета в Симферополе. В сентябре 1920 года принял предложение П. Н. Врангеля возглавить отдел печати при Гражданском управлении Крыма. Вместе с Русской армией эвакуировался в Константинополь.
Жил и работал в Константинополе, Афинах и затем в Праге, где преподавал в Русском юридическом факультете Карлова университета, совместно с Н. С. Трубецким и П. Н. Савицким разрабатывал теорию евразийства, участвовал в семинаре «Seminarium Kondakovianum», названным в память об известном византинисте Н. П. Кондакове.
В 1927 году М. И. Ростовцев и Фрэнк Голдер предложили Вернадскому стать научным сотрудником Йельского университета, которому требовался специалист по истории России. C 1931 года Вернадский преподавал в Йельском университете, в дальнейшем также в Гарвардском, Колумбийском и Чикагском университетах. В 1946 году получил звание профессора русской истории Йельского университета. В 1956 году вышел в отставку, получив звание заслуженного профессора истории Йельского университета. В 1958 году Колумбийский университет присудил Вернадскому звание почётного доктора гуманитарных наук.
Вернадский имел сложную национальную идентичность, считая себя «украинцем и русским одновременно». Вернадский активно интересовался историей Украины: в его активе — биография гетмана Богдана Хмельницкого, редактирование однотомной версии истории Украины Михаила Грушевского, работы «Киевский и казацкий периоды истории Украины», «Князь Трубецкой и украинский вопрос». В письме 1933 года к отцу Вернадский задекларировал желание в своем очерке истории Евразии уделить больше внимания, чем это делалось прежде, Западной Руси и Украине. Очерк русской историографии Вернадского включал в себя сведения об украинских историках Николае Костомарове, Владимире Антоновиче, Дмитрии Багалее; особенно же он интересовался личностью и воззрениями Михаила Драгоманова.
Однотомный учебник Вернадского по истории России (1929, рус. пер.: «Русская история». М., 1997) на Западе считается классическим.

## Научные взгляды

Участники съезда русских учёных (в изгнании) в Белграде. Сидит третьим справа С. А. Острогорский. На снимке обозначены А. В. Маклецов, С. В. Завадский и Г. В. Вернадский. 27.09.1929 г.

### Точка зрения на формирование казачества
В своих трудах Г. В. Вернадский разделял точку зрения о большей древности казаков, чем русских. По мнению Вернадского, Киев был основан как хазарская пограничная крепость на границе с Аварским каганатом, оплот хазарской власти над славянскими племенами на Днепре. Славяне составляли значительную часть хазар, у многих хазар были славянские имена. Ещё больше славян было в войсках хазар. Имя хазар (козаре, козарлюги, казара, казарра) взяло себе и казачество — сообщество, объединившее в себе «свободных людей», граждан ордынского общества различного рода занятий, языка, веры и происхождения, в которое входили среди прочего предки современных русских, украинцев, татар, казахов и узбеков. Так в частности, в работе «Монголы и Русь» он пишет: «согласно Полю Пелио имя Узбек (Özbäg) значит „хозяин себя“ (maître de sa personne), то есть „свободный человек“. Узбек в качестве названия нации значило бы тогда „нация свободных людей“. Если так, то значение близко значению названия казах. Форма казах, теперь официально принятая в Советском Союзе, вариант слова казак, которое в нескольких тюркских диалектах означает „свободный человек“, „свободный искатель приключений“ и, отсюда, „житель приграничной полосы“. В его основном значении этим словом называли как группы татарских, украинских и русских поселенцев (казаки), так и целый среднеазиатский народ киргизов (казахов)».

## Основные работы
- Русское масонство в царствование Екатерины II. — Пг., 1917.
- Императрица Екатерина II и Законодательная комиссия 1767—1768 г.г. / [Г. Вернадский]. — [Пермь, 1918]. — 23 с. — Отд. отт. из «Сборника О-ва ист., фил. и соц. наук при Перм. Ун-те»; вып. 1. 1918.
- Лекции по истории русского права, читанные на Русском юридическом факультете в Праге в 1922 г.: (Новый период XVIII—XIX): Государственное право / сост. по зап. слушателей — студентов Нофелова и Домонтовича. — Прага: Рус. юрид. секция, 1922. — 128, 26 с.
- Очерк истории права Русского Государства XVIII—XIX вв. — Прага: Пламя, 1924. — 166 с.
- Опыт истории Евразии: С половины VI века до настоящего времени / худож. С. Карцева. — Берлин: Изд. Евразийцев, 1934 (Speer&Schmidt). — 189 с.
- Русская история. — М.: Аграф, 1997. — 542 с. ISBN 5-7784-0023-3.
- Древняя Русь. — Тверь; М.: Леан; Аграф, 1996. — ISBN 5-85929-014-4.
- Россия в средние века. Тверь—М.: Леан, Аграф, 1997. — ISBN 5-85929-016-6 (ошибоч.).
- Русская историография. — М.: Аграф, 1998. — ISBN 5-7784-0044-6.
- Московское царство. В 2 ч. Ч. 1. Тверь; М.: Леан, Аграф, 1997. — ISBN 5-85929-016-0.
- Московское царство. В 2 ч. Ч. 2. Тверь; М.: Леан, Аграф, 1997. — ISBN 5-85929-017-9.
- Монголы и Русь / Пер. с англ. Е. П. Беренштейна, Б. Л. Губмана, О. В. Строгановой. — Тверь; М.: Леан, Аграф, 1997. — 476 с. — ISBN 5-85929-004-6.
- Вернадский Г. В. Русское масонство в царствование Екатерины II. — Изд. 3-е, испр. и расшир. — СПб.: Издательство имени Н. И. Новикова, 2001. — 576 с. — (Русское масонство. Материалы и исследования). — 1000 экз. — ISBN 5-87991-018-0.
- Вернадский Г. В. Ленин — красный диктатор. — М.: Аграф, 2001. — 320 с. — 3500 экз. — ISBN 5-7784-0048-9.